# Souris (vache)
Pour les articles homonymes, voir Souris (homonymie).
Souris, née le 15 octobre 1990 et morte le 14 septembre 2006, est une vache d’Hérens sacrée reine cantonale en 1996, 1997 et 1998. Née dans le Chablais valaisan, elle a vécu dans une exploitation d’Uvrier. Elle est considérée comme la meilleure combattante de l'histoire de la race d'Hérens. Selon le vétérinaire Claude Pachoud, Souris est une des rares vaches à posséder une véritable tactique de combat au lieu de s'appuyer sur sa seule force physique, faisant mine de reculer pour mieux encorner son adversaire dans les naseaux.
Après avoir décliné de nombreuses offres d’achat, sa propriétaire, Marie-José Jacquod, annonça la retraite de sa vache au soir de sa troisième victoire consécutive lors de la finale cantonale de 1998, laissant Souris invaincue. Elle participe encore à un combat en septembre 1999 à Larzey-Sembrancher, qu'elle remporte. À la mort de sa propriétaire, Souris fut dévolue à Daniel-André Pont, éleveur à Vaulruz en Gruyère. Après une chute qui provoqua une fracture de la tête du fémur, elle fut euthanasiée le 14 septembre 2006.
Souris a été naturalisée et est exposée au musée cantonal d'histoire naturelle de Sion.